# Borgeby socken
Borgeby socken i Skåne ingick i Torna härad och området ingår sedan 1971 i Lomma kommun och motsvarar från 2016 Borgeby distrikt.
Socknens areal är 11,19 kvadratkilometer varav 11,01 land. År 2000 fanns här 3 746 invånare. Borgeby slott, sockenkyrkan Borgeby kyrka (invid slottet) samt en del av tätorten Bjärred ligger inom socknen. 

## Administrativ historik
Socknen har medeltida ursprung. 
Vid kommunreformen 1862 övergick socknens ansvar för de kyrkliga frågorna till Borgeby församling och för de borgerliga frågorna bildades Borgeby landskommun. Landskommunen uppgick 1952 i Flädie landskommun som uppgick 1963 i Lomma köping, men med bibehållande av socknarnas jordregister. Köpingen ombildades 1971 till Lomma kommun. Församlingen uppgick 2000 i Bjärreds församling.
1 januari 2016 inrättades distriktet Borgeby, med samma omfattning som församlingen hade 1999/2000.
Socknen har tillhört län, fögderier, tingslag och domsagor enligt vad som beskrivs i artikeln Torna härad. De indelta soldaterna tillhörde Södra skånska infanteriregementet, Torna kompani.

## Geografi
Borgeby socken ligger nordväst om Lund vid Öresund (Lommabukten) med Lödde å (Kävlingeån) i norr. Socknen är en odlad slättbygd.

## Fornlämningar
Cirka 25 boplatser från stenåldern är funna. Från bronsåldern finns gravhögar.

## Namnet
Namnet skrevs 1334 Borgeby och kommer från kyrkbyn. Efterleden innehåller by, 'gård; by'. Förleden innehåller borg syftande på en försvarsanläggning eller höjdformation..
Före 22 oktober 1927 skrevs namnet även Borreby socken.